# Palpomyia armatipes
Palpomyia armatipes är en tvåvingeart som beskrevs av Wirth 1952. Palpomyia armatipes ingår i släktet Palpomyia och familjen svidknott. Inga underarter finns listade i Catalogue of Life.